# Jerome Karle
Jerome Karle (Nueva York, 18 de junio de 1918-Annandale, Virginia; 6 de junio de 2013) fue un químico estadounidense galardonado con el Premio Nobel de Química en 1985.

## Biografía
Nació en la ciudad de Nueva York, el 18 de junio de 1918, hijo de Sadie Helen (Kun) y Louis Karfunkle, una familia judía con un fuerte interés en las artes. Había practicado el piano cuando era joven y había participado en una serie de concursos, pero estaba mucho más interesado en la ciencia. Asistió a Abraham Lincoln High School en Brooklyn, y más tarde se uniría Arthur Kornberg (galardonado con el Nobel de Medicina en 1959) y Paul Berg (un ganador en Química en 1980),como egresados de la escuela para ganadores del premios Nobel. En su juventud, Karle practicó baloncesto, patinaje sobre hielo, fútbol americano y natación en el cercano océano Atlántico.
Tras cursar estudios secundarios en la Abraham Lincoln High School de Nueva York, pasó a estudiar química y física en la Universidad de Nueva York, en la que se graduó en 1937. Posteriormente amplió estudios en la Universidad Harvard, en la que llevó a cabo un máster en 1938, y por último en la Universidad de Detroit Misericordia en Míchigan, en la que se doctoró en 1944.

## Investigación científica

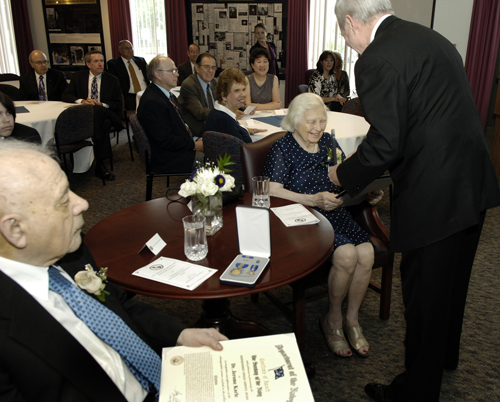
Ceremonia de jubilación en 2009 de Isabella Karle y Jerome Karle

Se involucró inicialmente en el Proyecto Manhattan para la fabricación de la bomba atómica, junto a su esposa, Isabella Karle, una de las pocas mujeres involucradas en el proyecto.
Especialista en cristalografía, como director de investigación del Laboratorio de Investigación Naval de los Estados Unidos en Washington inició una colaboración con el matemático Herbert A. Hauptman en la búsqueda de estructuras cristalinas moleculares de átomos ligeros para analizar los correspondientes espectros de difracción de rayos X de los neutrones y electrones mediante nuevos métodos matemáticos. Los resultados de estos estudios contribuyeron de modo decisivo a mejorar el conocimiento de temas de química inorgánica como la determinación de radios iónicos y atómicos de átomos metálicos, las estructuras de complejos inorgánicos y compuestos intermetálicos.
En 1985 fue galardonado, junto a Herbert A. Hauptman, con el Premio Nobel de Química por su contribución al desarrollo de métodos directos para determinar estructuras cristalinas.

## Premios y reconocimientos
Karle fue miembro de la Sociedad Estadounidense de Física, miembro de la Academia Nacional de Ciencias y la Sociedad Filosófica Estadounidense, fue presidente de la Unión Internacional de Cristalografía y miembro de varias otras sociedades profesionales.presidente de la Sección de Química de la Academia Nacional de Ciencias. Recibió los siguientes honores: Premio al Servicio Civil Distinguido del Departamento de la Marina, Premio de la Sociedad de Investigación de América en Ciencia Pura, elección como Miembro de la Sociedad Estadounidense de Física, Presidente de Ciencias enNRL, Premio Hillebrand de la Sección Washington de la Sociedad Química Estadounidense, Premio Robert Dexter Conrad de la Armada, elección a la Academia Nacional de Ciencias, Premio Patterson de la Asociación Cristalográfica Estadounidense, D. Humane Letters honoris causa en la Universidad de Georgetown, y en 1985 el Premio Nobel de Química.

## Vida personal
Karle estuvo casado con Isabella Helen Lugoski (1921-2017), con quien tuvo tres hijas, todas las cuales trabajan en campos científicos: Louise Karle (nacida en 1946) es química teórica, Jean Karle (nacido en 1950) es químico orgánico y Madeleine Karle (nacida en 1955) es especialista en museos y experta en el campo de la geología.
Karle falleció de cáncer de hígado en el Leewood Healthcare Center de Annandale, Virginia, doce días antes del que habría sido su 95 cumpleaños. Está enterrado en el cementerio Columbia Gardens de Arlington (Virginia).